# Ботанический сад Мериды
Центральный ботанический сад Мериды (исп. Centro Jardín Botánico de Mérida) — ботанический сад, основанный в 1991 году Андским университетом. Расположен в венесуэльском городе Мерида.
Открыт для общественности 8 декабря 2002 года. Площадь сада составляет 44 гектара земли, выделенной Университетом. Территория разделена на несколько зон в зависимости от типа растительности:
- леса ксерофитов;
- сад водных растений;
- сад лекарственных растений;
- сухие леса;
- нефелогилеи с крупнейшим в Венесуэле собранием бромелиевых растений (около 100 видов и 600 экземпляров);
- собрание орхидей.

Все на территории ботанического сада зарегистрировано около 8000 экземпляров растений, а также большое количество беспозвоночных и около 100 видов позвоночных (рыбы, амфибии, рептилии, млекопитающие и птицы). Среди них встречаются не только виды, произрастающих в Венесуэле, но и также в Мексике, Колумбии, Китае, Австралии, Африке.
Ботанический сад расположен на юго-восточном склоне гор Сьерра-Невада-де-Мерида, поэтому рельеф в этом районе гористый. Средняя высота — около 1850 м. Встречаются как крутые склоны, так и пологие откосы и плато площадью около 3 гектар. Климат на территории ботанического сада очень влажный, среднегодовое количество осадков — около 2036 мм. Дневная температура варьирует от 12 до 20 °C. Наиболее холодный месяц — январь, наиболее жаркие — май и июнь. Средняя влажность — от 74 до 81 %.